# هوغو ألميدا
هوغو ميغيل بريرا دي ألميدا (بالبرتغالية: Hugo Almeida‏)، من مواليد 23 مايو 1984 في فيغويرا دا فوز في البرتغال، لاعب كرة قدم برتغالي.
بدأ مسيرته الكروية مع نادي ليريا في موسم 2002/2003، وشارك معهم في 13 مباراة وسجل 3 أهداف، وفي عام 2003 لعب مع نادي بورتو، وشارك معهم في 3 مباريات، وفي عام 2004 أعير إلى نادي ليريا، ولعب معهم 15 مباراة وسجل هدفين، وفي عام 2004 عاد إلى نادي بورتو، ولعب معهم 3 مباريات، وفي عام 2005 أعير إلى نادي بوافيستا، وشارك معهم في 14 مباراة وسجل 3 أهداف، وفي موسم 2005/2006 انتقل إلى نادي بورتو، ولعب معهم 27 مباراة وسجل 4 أهداف، ومنذ عام 2006 وهو يلعب مع نادي فيردر بريمن الألماني.
بدأ مسيرته مع منتخب البرتغال لكرة القدم في عام 2004.

## مسيرته الكروية
لعب هوغو ألميدا خلال مسيرته الاحترافية مع 13 ناديًا في سبعة وعشرون موسمًا وسجل خلالها 131 هدف ضمن 404 مباراة. حيث فاز في ثلاثة مواسم بالكأس وفي ثلاثة مواسم بالدوري.
خاض هوغو ألميدا مسيرته مع FC Porto B ‏ في موسم 2001–02 واستمر معه طيلة ثلاثة مواسم، مشاركًا في 21 مباراة سجل خلالها 17 هدفًا. ثم انتقل إلى نادي أونياو ليريا في موسم 2002–03 ولمدة موسمين، حيث شارك في 28 مباراة سجل خلالها 5 أهداف. لينتقل بعدها إلى نادي بوافيشتا في موسم 2004–05 لمدة موسم واحد، مشاركًا في 14 مباراة سجل خلالها 3 أهداف. ثم انتقل إلى نادي بورتو في موسم 2005–06 لمدة موسم واحد، مشاركًا في 34 مباراة سجل خلالها 4 أهداف. هذا وانتقل لاحقًا إلى نادي فيردر بريمن في موسم 2006–07 ليلعب معه خمسة مواسم، مشاركًا في 117 مباراة سجل خلالها 41 هدفًا. ثم انتقل بعدها إلى نادي بشكتاش في موسم 2010–11 ليلعب معه أربعة مواسم، مشاركًا في 87 مباراة سجل خلالها 37 هدفًا. ليعود وينتقل من جديد، لكن هذه المرة إلى نادي كوبان كراسنودار في موسم 2014–15 لمدة موسم واحد، مشاركًا في 10 مباريات سجل خلالها هدفين. لينتقل بعدها إلى نادي هانوفر 96 في موسم 2015–16 لمدة موسم واحد، مشاركًا في 7 مباريات سجل خلالها هدفًا واحدًا. ثم لعب في نادي أيك أثينا في موسم 2016–17 ولمدة موسمين، مشاركًا في 17 مباراة سجل خلالها 5 أهداف. ليعود ويرتحل عنه إلى نادي هايدوك سبليت في موسم 2017–18 لمدة موسم واحد، مشاركًا في 14 مباراة سجل خلالها 3 أهداف. ثم انتقل إلى نادي أكاديميكا كويمبرا في موسم 2018–19 ولمدة موسمين، مشاركًا في 33 مباراة سجل خلالها 11 هدفًا.

## روابط خارجية
- هوغو ألميدا على موقع الاتحاد الدولي (مؤرشف)  (الإنجليزية)
- هوغو ألميدا على موقع الاتحاد الأوربي (الإنجليزية)
- هوغو ألميدا على موقع اتحاد تركيا (لاعب) (الإنجليزية)
- هوغو ألميدا على موقع قاعدة بيانات كرة القدم.إي يو (الإنجليزية)
- هوغو ألميدا على موقع بيانات كرة القدم. دي إي (الألمانية)
- هوغو ألميدا على موقع ناشيونال فوتبول تيمز (الإنجليزية)
- هوغو ألميدا على موقع Soccerway.com (الإنجليزية)
- هوغو ألميدا على موقع عالم كرة القدم.نت (الإنجليزية)
- هوغو ألميدا على موقع كووورة
- هوغو ألميدا على موقع أوليمبيديا (الإنجليزية)